# Lough Cullin
Il Lough Cullin (certe volte traslitterato Lough Cullen; in gaelico irlandese Loch Cuilinn) è un vasto lago situato nella parte settentrionale del Mayo, Repubblica d'Irlanda. 

## Geografia
Il lago si estende longitudinalmente nelle aree centro-settentrionali della contea e termina a nord in un piccolissimo corso d'acqua lungo pochissimi metri che lo collega al Lough Conn nei pressi di Pontoon. Tramite un sistema di canali è collegato anche all'Oceano Atlantico e al fiume Moy, che sfocia nella baia di Killala e passa a pochissima distanza dal lago.
I centri sul lago sono soltanto Pontoon e Fisterhill, mentre Foxford è breve distanza.

## Mitologia
Secondo la mitologia celtica, il lago si sarebbe formato, insieme al suo immediato vicino minore, quando Fionn mac Cumhaill era intento in una battuta di caccia con i suoi cani, Conn e Cullin appunto; quando trovarono sulla loro strada un enorme cinghiale, il gigante ed i suoi cani cercarono di catturarlo, ma l'animale, tentando la fuga, cominciò a perdere acqua dalle zampe. I cani di Finn si gettarono all'inseguimento, soprattutto Conn che era più veloce e riuscì a prendere il cinghiale, che però rimase fermo continuando a riversare acqua fino a che non formò dei laghi: dopodiché nuotò a riva e i due cani affogarono nelle masse d'acqua che presero il loro nome.

## Aneddoti
- Il Cullin, come il vicino Conn e i fiumi circostanti, è molto rinomato per la pesca di salmoni e trote brune.
- Il lago non è servito per il suo perimetro da strade principali, essendo costeggiato da una via maggiore, comunque di dimensioni piuttosto ridotte, soltanto nel tratto vicino al Conn.